# Bob the Drag Queen
Christopher Delmar Caldwell, conhecido por seus nomes artísticos Caldwell Tidicue ou Bob the Drag Queen (Columbus, 22 de junho de 1986), é um comediante, ator, ativista, músico e drag queen americana. Ele é mais conhecido por vencer a oitava temporada de RuPaul's Drag Race. Em 2020, ele tinha mais de um milhão de seguidores no Instagram e foi a primeira drag negra do Drag Race a atingir esse marco. Depois de Drag Race, continuou atuando, aparecendo em programas de televisão como High Maintenance (2016), Tales of the City (2019) e A Black Lady Sketch Show (2019). Em 2020, ele começou a coapresentar We're Here na HBO ao lado de outras concorrentes de Drag Race, Eureka O'Hara e Shangela. Bob também foi mestre de cerimônias na The Celebration Tour.

## Vida pessoal
Bob é poliamoroso, pansexual e não binário e usa os pronomes he/him ou she/her (ele e ela em inglês).